# Chanice Chase-Taylor
Chanice Chase-Taylor (* 6. August 1993 in Toronto als Chanice Chase) ist eine ehemalige kanadische Hürdenläuferin, die sich auf die 400-Meter-Distanz spezialisiert hat und wegen ihrer Sprintstärke auch in der 4-mal-400-Meter-Staffel eingesetzt wurde.

## Sportliche Laufbahn
Erste internationale Erfahrungen sammelte Chanice Chase-Taylor im Jahr 2009, als sie bei den Jugendweltmeisterschaften in Brixen mit 13,62 s im Halbfinale im 100-Meter-Hürdenlauf ausschied. Im Jahr darauf schied sie bei den Juniorenweltmeisterschaften im heimischen Moncton mit 53,72 s im Halbfinale über 400 Meter aus und kam über 400 Meter mit 14,32 s nicht über den Vorlauf über 100 m Hürden hinaus. Zudem belegte sie mit der kanadischen 4-mal-400-Meter-Staffel in 3:35,08 min den fünften Platz. Ab 2011 studierte sie an der Louisiana State University in den Vereinigten Staaten und 2014 kam sie bei den Commonwealth Games in Glasgow im Finale über 400 m Hürden nicht ins Ziel und belegte mit der Staffel in 3:32,45 min den fünften Platz. 2016 nahm sie über 400 m Hürden an den Olympischen Sommerspielen in Rio de Janeiro teil und schied dort mit 1:02,83 min in der ersten Runde aus. 2019 bestritt sie ihre letzten offiziellen Wettkämpfe und beendete daraufhin ihre aktive sportliche Karriere im Alter von 25 Jahren.

## Persönliche Bestzeiten
- 400 Meter: 53,52 s, 3. Juli 2010 in Moncton
- 100 m Hürden: 12,94 s (+1,0 m/s), 27. Mai 2016 in Jacksonville
  - 60 m Hürden (Halle): 8,23 s, 19. Februar 2016 in Baton Rouge
- 400 m Hürden: 54,94 s, 11. Juni 2016 in Eugene